# Tiefe Hardthöhle
Die Tiefe Hardthöhle ist eine etwas über 120 m lange Höhle im Wuppertaler Stadtgebiet, im Hardtberg.

## Lage und Beschreibung
Der Zugang zu der Tiefen Hardthöhle liegt im Hardtstollen, einem abgebrochenen Bauvorhaben eines Kavernenkraftwerkes in den 1960er Jahren. Der Stollen liegt am südlichen Fuß des Hardtberges und ist gegen unbefugtes Betreten verschlossen. Teilweise wurden die Stollenwände mit Stahlträgern und Wellblechen versehen, um die Wände des Stollens zu stützen. Bei rund 200 Meter Stollenlänge ist die Tiefe Hardthöhle angeschnitten, der Zugang dazu lag bis zur Untersuchung 2015 hinter der Stollenverkleidung. Der Zugang befindet sich am Firste des Stollens, als Gang setzt sich die Höhle hier in westlicher und östlicher Richtung fort. Die Erforschung beider Enden war 2016 noch nicht abgeschlossen, jedoch konnten mehr als 120 m vermessen werden.
Eine Bewetterung dieser Höhle zu beiden Ende lässt vermuten, dass eine Verbindung zu dem Höhlensystem der Hardthöhlen bestehen könnte.

## Geschichte

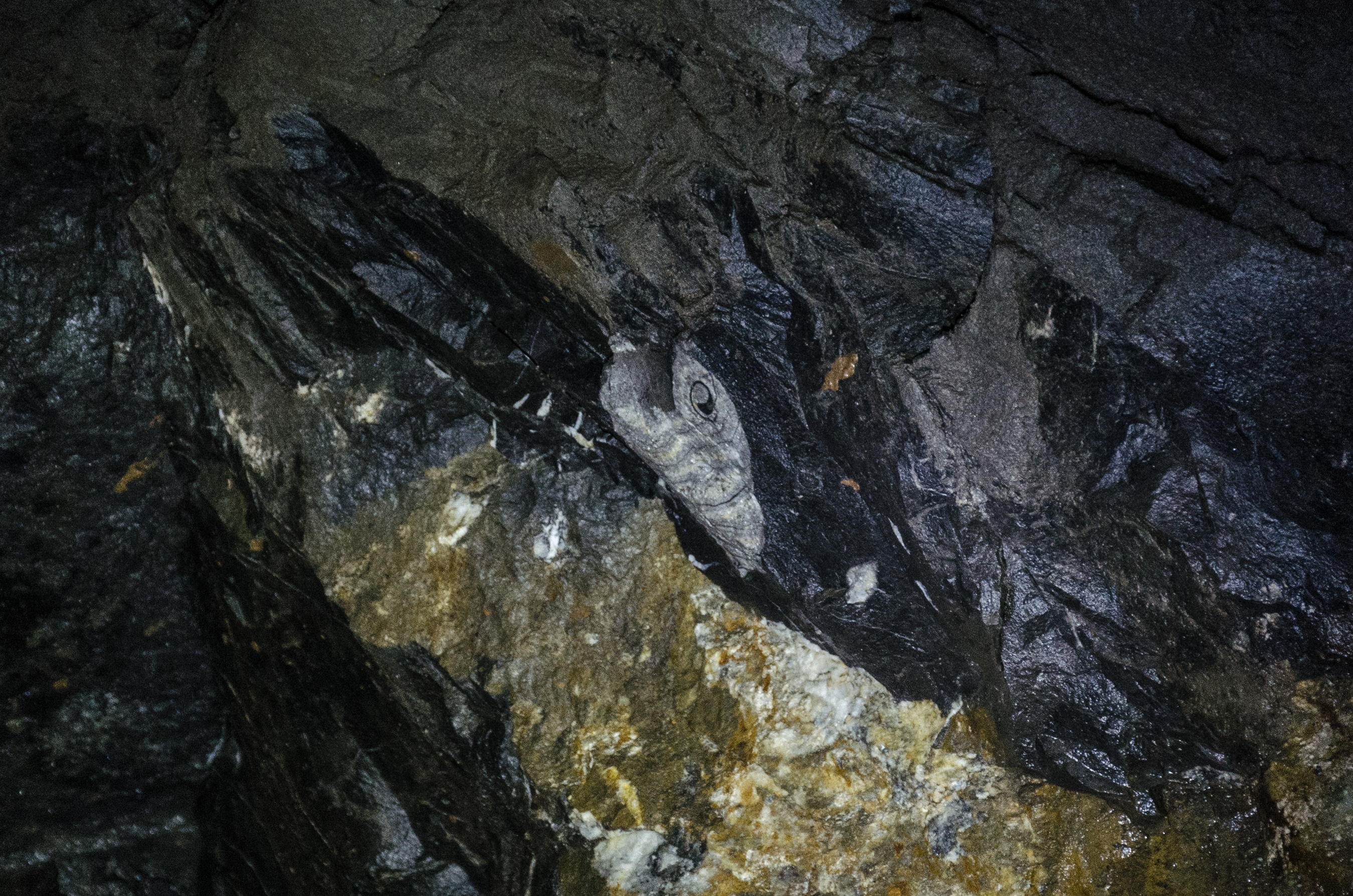
Fossil im Hardtstollen (2016)

Schon länger war bekannt, dass eine Kleinhöhle – die Tiefe Hardthöhle – beim Tunnelvortrieb angeschnitten wurde. Der Arbeitskreises Kluterthöhle e. V. (AKKH) bemühte sich um den Zugang zu der Anlage, um den Stollen und die Kleinhöhle untersuchen zu dürfen. Eine vertragliche Vereinbarung wurde zwischen der Stadt, den Stadtwerken und dem AKKH geschlossen. Seit 2015 wird diese Anlage vom AKKH offiziell betreut und die Tiefe Hardthöhle wurde vermessen und erforscht. Dabei wurden anstatt ihrer bisher bekannten Länge von 5 m nun über 100 m gemessen, womit es sich um eine Mittelhöhle handelt.
Während des Anstichs stand die in einer phreatischen Zone gelegene Höhle unter Wasser. Es ist überliefert, dass über mehrere Tage tausende Kubikmeter Wasser aus der Höhle flossen. Bis dahin war eine Länge von gut 5 m bekannt. Bei der Erkundung 2015 wurde die Höhle stark verlehmt vorgefunden. In der Folge wurde sie mühsam gesäubert, wobei außergewöhnlich gut erhaltene Fossilien dokumentiert werden konnten. Die Erkundung wurde zunächst in westlicher Richtung vorangetrieben, was über rund 30 m möglich war. Nach der Beseitigung einer Lehmblockade gelang es weitere 20 bis 25 m vorzudringen. Anschließend wurde der östliche Gang erkundet, der sich aufgrund eines hier durchfließenden kleinen Baches als sehr feucht erwies. Hier konnte man rund 30 m weit vordringen.
Bei dem Tag des Geotops 2015 durften knapp 200 interessierte Gäste an einer Sonderführung des AKKH im Hardtstollen teilnehmen, die Tiefe Hardthöhle war dabei allerdings ausgeschlossen. Diese Aktion wurde 2016 wiederholt.